# Cristofer Rosales
Cristofer Rosales (* 8. Oktober 1994 in Managua, Nicaragua, als Cristofer Jordan Rosales González) ist ein nicaraguanischer Profiboxer im Fliegengewicht und aktueller Weltmeister des Verbandes World Boxing Council (kurz WBC). Er ist der Cousin von Roman Gonzalez, der ebenfalls Boxer ist.

## Karriere
Im Jahre 2013 begann Rosales seine Profikarriere und absolvierte insgesamt fünf Kämpfe, wovon er vier gewann und einen verlor (Ende August jenes Jahres unterlag er seinem Landsmann Keyvin Lara über vier Runden durch einstimmige Punktrichterentscheidung). 
Im Februar des Jahres 2017 trat der Linksausleger gegen den Mexikaner Sebastian Sanchez um den vakanten WBC-Latino-Gürtel an und siegte über 10 Runden nach Punkten. Durch geteilte Punktentscheidung verteidigte er diesen Titel am 31. des darauffolgenden Monats gegen Eliecer Quezada ebenfalls über 10 Runden.
Am 15. April 2018 traf Rosales auf den Japaner Daigo Higa. In diesem Fight ging es um den vakanten WBC-Weltmeistertitel. El Látigo, so Rosales' Kampfname, entschied dieses Gefecht durch technischen K. o. in Runde 9 für sich und eroberte somit den Titel.